# Baptême de l'air (film)
Pour plus de détails, voir Fiche technique et Distribution.
Baptême de l'air (Hare Lift) est un cartoon Looney Tunes américain réalisé par Friz Freleng mettant en scène Bugs Bunny et Sam le pirate, sorti en 1952.

## Synopsis
« L'avion le plus grand du monde » s'arrête juste sous le terrier de bugs : le lapin monte dedans grâce à un escalator avant d'être rejoint par Sam, détrousseur de banques en cavale. Prenant Bugs pour le pilote, Sam le menace de décoller sous peine de graves ennuis : le lapin réussit après avoir manqué de percuter un building. Bugs mène l'avion jusqu'à la lune et Sam, qui a souffert de la montée, se rend compte que l'avion redescend et que Bugs est un aviateur inexpérimenté. Il redresse l'avion au dernier moment après que Sam se soit excusé à genoux : ce dernier manque à deux reprises de tomber de l'avion et lorsqu'il demande le volant, voit Bugs jeter ce dernier par le poste de commande. Après que le robot pilote a pris un parachute, Sam prend le dernier parachute et tombe dans la voiture de police avec son argent volé. Bugs, de son côté, réussit à arrêter l'avion grâce à un levier.

## Fiche technique
- Titre : Baptême de l'air
- Titre original : Hare Lift
- Réalisation : Friz Freleng
- Scénario : Warren Foster
- Animation : Ken Champin, Art Davis, Manuel Perez, Virgil Ross
- Musique : Carl W. Stalling
- Société de production : Warner Bros. Cartoons
- Société de distribution : Warner Bros. Pictures

## Distribution

### Voix originales
- Mel Blanc : Bugs Bunny / Sam le pirate

### Voix françaises

#### 1erdoublage
- Guy Piérauld : Bugs Bunny
- Pierre Trabaud : Sam le pirate

#### 2edoublage
- Gérard Surugue : Bugs Bunny
- Patrick Préjean : Sam le pirate